# قلعه دختر (قم)
قلعه دختر بنایی ساسانی بوده که در مجاورت امامزاده شاه جمال شهر قم قرار داشته است. این اثر در تاریخ ۲۸ آذر ۱۳۵۴ با شماره ثبت ۱۲۸۲ به عنوان یکی از آثار ملی ایران به ثبت رسید اما در سال 1386 به بهانه ایجاد راه کاملا تخریب شد. 